# Pogoń Katowice
TS Pogoń Katowice was een Poolse sportclub uit Katowice. De club werd in 1920 opgericht als voetbalclub, maar breidde zichzelf in de loop der jaren uit tot een omnisportvereniging. Pogoń Katowice telde in 1938 zes afdelingen, met een totaal van om en nabij 700 leden. Uiteindelijk ging de club in 1949 op in Baildon Katowice. 
Het stadion dat door de verschillende afdelingen in gebruik was, werd in 1925 gebouwd. Anno 2013 is dit nog steeds in gebruik. 

## Bekende ex-spelers
- Helmut Barysz, zwemmen
- Anna Breuer-Mosler, atletiek
- Wilhelm Góra, voetbal
- Karol Pazurek, voetbal
- Ernest Wilimowski, ijshockey